# تشارلز إتش. سوير
تشارلز إتش. سوير هو سياسي أمريكي، ولد في 30 مارس 1840 في واتيرتاون في الولايات المتحدة، وتوفي في 18 يناير 1908 في دوفر في الولايات المتحدة. نشط حزبياً في New Hampshire Republican State Committee ‏ والحزب الجمهوري. وقد انتخب حاكم نيو هامبشاير ‏.